# Cielo oscuro
Cielo oscuro es una película de drama peruana de 2012 escrita y dirigida por Joel Calero. 
Es considerada para mayores de 18 por el alto contenido sexual explícito presente. Principalmente trata sobre el feminicidio.

## Sinopsis
Toño (Lucho Cáceres), un empresario textil de Gamarra, y la aspirante a actriz Natalia (Sofía Humala) comienzan una relación amorosa que pronto se tornará en una espiral de celos y violencia.

## Reparto
- Lucho Cáceres como Toño Cárdenas.
- Sofía Humala como Natalia Orejuela.
- Pold Gastello como "el Chato" Arturo.
- Tania Ruiz como Lorena.
- Mariella Zanetti como Erika.
- Roberto Moll como el señor Orejuela, padre de Natalia.
- Norka Ramírez como la exesposa de Toño.

## Producción
La película es una adaptación libre de El infierno de Claude Chabrol.
Fue estrenada en los cines peruanos el 23 de agosto de 2012. Cielo oscuro fue candidata por Perú para la edición de 2013 de los Premios Goya, pero finalmente no fue nominada.

## Premios y nominaciones
- Premio TITRA del Festival de Lima.[4]